# Helcogramma albimacula
Helcogramma albimacula és una espècie de peix de la família dels tripterígids i de l'ordre dels perciformes.

## Morfologia
- Nombre de vèrtebres: 37.[3]

## Hàbitat
És un peix marí de clima tropical que viu fins als 5 m de fondària.

## Distribució geogràfica
Es troba a les Filipines.